# Union des forces démocratiques (France)
Pour les articles homonymes, voir Union des forces démocratiques.
L'Union des forces démocratiques (UFD) est un cartel électoral mis en place en juillet 1958 pour regrouper la gauche non-communiste opposée au retour du général de Gaulle à la faveur de la crise de mai 1958, et qui appela ainsi à voter non lors du référendum du 28 septembre 1958. L'UFD continua à exister jusqu'à la création du Parti socialiste unifié (PSU), en avril 1960.

## Historique
La réunion constitutive de l'Union des forces démocratiques eut lieu le 7 juillet 1958 à Paris, dans les locaux de la Ligue des Droits de l'Homme (LDH), à l'invitation de Daniel Mayer, président de la LDH et ancien député Section française de l'Internationale ouvrière (SFIO) qui avait démissionné de son mandat quelques semaines plus tôt.
Elle réunissait des participants aux statuts hétéroclites. On y trouvait des représentants de l'aile minoritaire de la SFIO, comme Robert Verdier, Alain Savary ou André Philip, des syndicalistes comme Paul Vignaux (secrétaire général du Syndicat général de l'Éducation nationale CFDT et représentant du courant Reconstruction de la Confédération française des travailleurs chrétiens), Denis Forestier (SNI-Fédération de l'Éducation nationale), Pierre Le Brun (minoritaire de la Confédération générale du travail), des intellectuels de la gauche catholique, comme Jean-Marie Domenach ou Georges Suffert, et des universitaires de gauche : Albert Châtelet, Jean Hyppolyte, Alfred Kastler, Laurent Schwartz, Maurice Merleau-Ponty, etc. Deux organisations étaient représentées en tant que telle : l'Union de la gauche socialiste (UGS), représentée par Gilles Martinet et l'Union démocratique et socialiste de la Résistance (UDSR) représentée par Joseph Perrin en l'absence de François Mitterrand, encore que ce dernier parti était très divisé et au bord de l'explosion. Maurice Lacroix y représente aussi une partie de La Jeune République. Pierre Mendès France y participe aussi, sans mandat du parti radical.
Cette réunion, constitutive, désigne un bureau national de 10 membres. Le 23 juillet, elle publie son manifeste qui résume son positionnement politique.
De nombreux débats agitent cependant ce petit groupement. Le nom de l'organisation, par exemple, est acquis à titre de compromis, contre la proposition initiale de Daniel Mayer qui voulait l'appeler « Union travailliste ». L'équilibre est aussi difficile à atteindre sur l'avenir de l'Algérie, la construction européenne ou l'OTAN. L'appel à voter « non » au référendum constitutionnel n'est pas non plus acquis immédiatement, certains préférant poser un ultimatum à Charles De Gaulle avant de se prononcer.
Ces divergences conduisent à ce que l'option de transformer l'UFD en parti tourne vite court, notamment du fait de l'opposition de l'UGS qui tient à conserver le caractère d'alliance de l'organisation.

## Composition du bureau
Le bureau national de l'UFD comprenait dix membres, soit, dans l'ordre alphabétique : Albert Châtelet, Édouard Depreux (SFIO), Jean Hyppolite, Maurice Lacroix (Jeune République), Gilles Martinet (UGS), Pierre Mendès-France (Parti radical), François Mitterrand (UDSR), Joseph Perrin (UDSR), Laurent Schwartz et Robert Verdier (SFIO).

## Résultats électoraux
Tous les candidats de l'Union des forces démocratiques sont battus aux élections législatives de novembre 1958. François Mitterrand est battu dans la Nièvre par l'indépendant Jehan Faulquier.
En revanche, son candidat à l'élection présidentielle, le 21 décembre 1958, Albert Châtelet, dirigeant de l'Union rationaliste, obtient un score honorable, favorisé par l'absence d'un candidat socialiste, remportant les suffrages de 8,46 % des 79 416 grands électeurs s'étant exprimés. Mais faute d'avoir su surmonter d'interminables débats sur sa nature et sa structure, l'UFD disparaît, beaucoup de ses animateurs se retrouvant deux ans plus tard au sein du Parti socialiste unifié (PSU).

## Vers le PSU
La transformation du cartel de l'Union des forces démocratiques en parti, souhaitée par Pierre Mendès France, fut refusée par le Parti socialiste autonome (PSA) et l'Union de la gauche socialiste en raison du caractère « non socialiste » de celui-là. Au sein du PSA, les pivertistes, en particulier, considéraient Mendès France comme un « petit-bourgeois », tandis que le pro-européen André Philip gardait en travers de la gorge l'épisode de la Communauté européenne de défense (CED), que Mendès-France avait mollement défendue.